# Calorimètre à cône

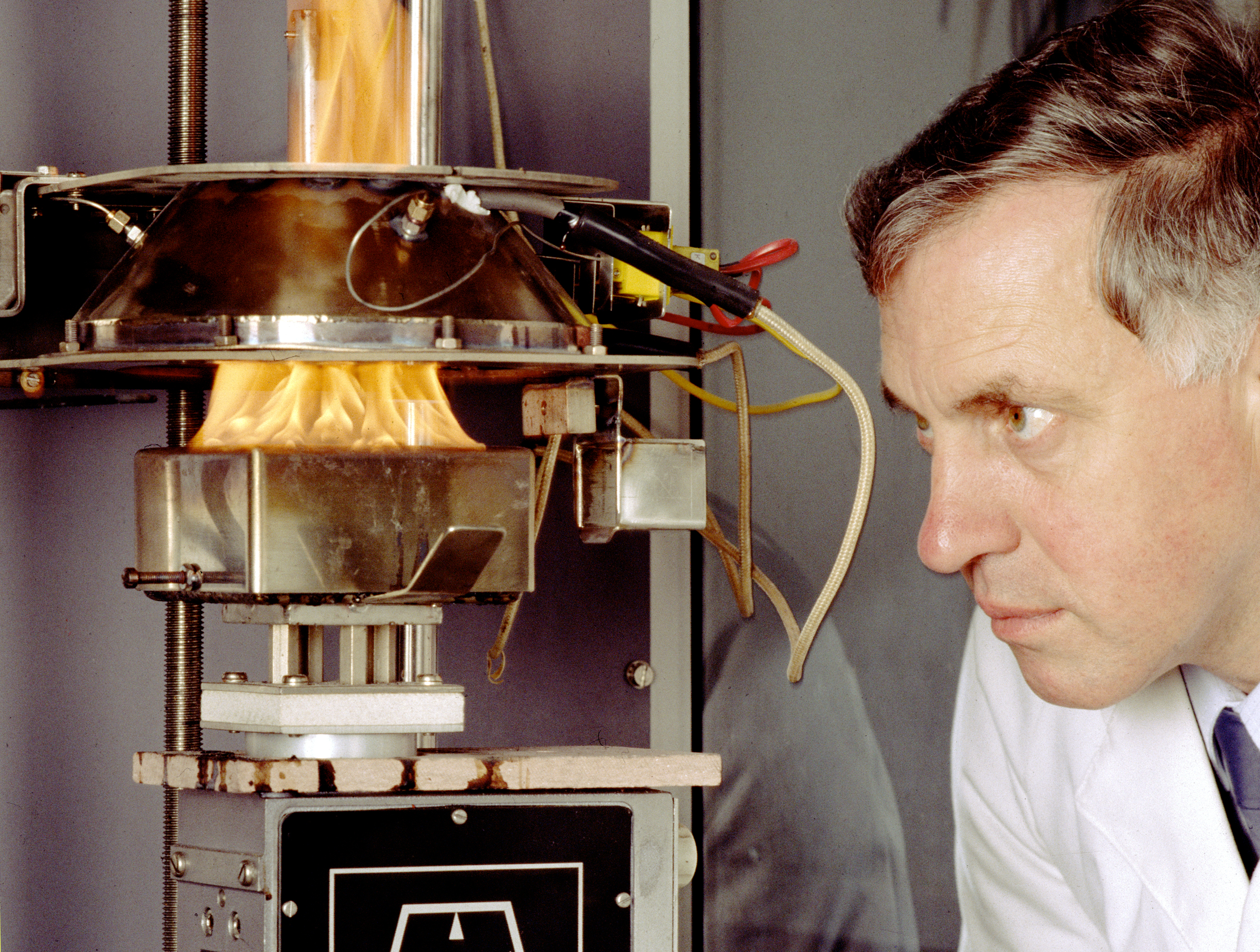
Calorimètre à cône en cours d'utilisation.

Le calorimètre à cône est un instrument utilisé pour étudier le comportement au feu de petits échantillons, d'une surface de 100x100 mm2. Il est souvent utilisé dans l'étude du comportement au feu des polymères pour connaître leur débit calorifique en fonction du temps quand ils sont soumis à un flux radiatif.

## Utilisations et principe
Le calorimètre à cône permet de mesurer des données liées aux temps d'ignition et d'extinction, perte de masse, débit calorifique, etc. associées aux propriétés « feu » d'un matériau. Durant le test, la surface de l'échantillon est affectée par un flux radiatif qui est en pratique de 35 kW·m-2 (incendie déclaré) ou 50 kW·m-2 (incendie largement développé et conditions de pré-flashover) et pouvant atteindre 100 kW·m-2, permettant de simuler différentes étapes d'un scénario feu. Le principe de la mesure du débit calorifique est basé sur celui de Huggett, qui stipule que la chaleur de combustion d'un matériau organique est directement reliée à la quantité d'oxygène nécessaire à sa combustion.
Il existe une variante de cet appareillage utilisant une thermopile et non plus la déplétion d'oxygène. Durant le test, l'ensemble des gaz, brûlés ou non, est aspiré en aval à travers une cheminée et leur température est mesurée au moyen de thermocouples. La température mesurée est convertie en flux thermique dégagé (exprimé en kW.m−2) en fonction du temps après une calibration de l'appareil au moyen d'une flamme de méthane dont le debit calorifique est connu.
Le nom de l'appareil vient de la forme conique de la résistance chauffante qui irradie l'échantillon.

### Débit calorifique
Le débit calorifique, exprimé en kJ.kg−1.s−1 ou W.kg−1, est la quantité de chaleur produite par une unité de temps pour la combustion de l'unité de masse d'un combustible.